# Emirat Tbilisi
Emirat Tbilisi (gruziński: თბილისის საამირო, arabski:  إمارة تبليسي) – muzułmańskie państwo istniejące od 736 do 1122 roku na terenach współczesnej wschodniej Gruzji. Centrum emiratu stanowiło miasto Tbilisi zdobyte przez Arabów w 736 roku. Państwo to przez niemal cały okres swego istnienia było znaczącym centrum handlowym, łączącym Bliski Wschód z Północną Europą. Ostateczny koniec emiratu miał miejsce w 1122 roku, kiedy to król Dawid IV zdobył Tbilisi i uczynił to miasto stolicą Gruzji, którą pozostaje do dziś.

## Historia
Pierwszy arabski najazd na tereny obecnej Gruzji, gdzie istniało wówczas królestwo Iberii miał miejsce w 642 lub 643 roku. Zaciekły opór miejscowych, duża odległość i niesprzyjające kawalerii, na której bazowali Arabowie ukształtowanie terenu sprawiły, że podbój Zakaukazia był długi i żmudny. Dopiero pod koniec VII wieku udało się Arabom narzucić trwałą kuratelę ziemiom dzisiejszej południowej i wschodniej Gruzji, choć opór trwał nadal. Wówczas wojska kalifa Marwana II zdobyły stolicę Iberii, Tbilisi, i okalające ją tereny. Zwycięscy Arabowie zainstalowali tam emira, który miał dbać o ich interesy w regionie. Władca nowo utworzonego emiratu był oczywiście podległy zwierzchnikowi wszystkich muzułmanów – kalifowi.    
Tbilisi było dużym miastem, otoczonym podwójnym murem z trzema bramami. Leżało na obydwu brzegach Kury, połączonych ze sobą mostem. Wzdłuż rzeki znajdowały się młyny wodne. Odwiedzający je arabscy kupcy opisywali wody termalne, stale zapewniające miastu ciepłą wodę. Ze zdziwieniem odnotowywali także fakt, iż większość domostw zbudowana była z drewna sosnowego.
Na czas rządów pierwszych emirów przypada największy rozkwit miasta. Stało się ono jednym z najważniejszych centów handlowych leżących na szlaku łączącym Bliski Wschód z północną i wschodnią częścią Europy. Pełniło również ważną rolę strategiczną, silne fortyfikacje i garnizon strzegły posiadłości arabskich przed zakusami Bizancjum i Kaganatu Chazarskiego. Tbilisi było także bastionem islamu, rozwijającego się na Zakaukaziu, choć prawdopodobnie większość mieszkańców okolic miasta pozostawała chrześcijanami.
Problemy wewnętrzne kalifatu i wojna, która doprowadziła do zdobycia Bagdadu w 813 roku oraz obalenia kalifa Al-Amina, sprawiły, że poszczególni arabscy władcy zaczynali cieszyć się coraz większą niezależnością w stosunku do swego suzerena. Emirat Tbilisi nie był tu wyjątkiem. W tym samym czasie pojawiło się jednak poważne niebezpieczeństwo. Chrześcijańscy władcy gruzińskich państw z dynastii Bagratydów wzrastali bowiem w siłę i zaczynali proces odbierania Arabom ziem na Zakaukaziu. Mimo to emirowi ibn Ismailowi, rządzącemu od 833 do 853 roku, udało się przetrwać napór chrześcijan i zatrzymać ich ekspansję. Sukcesy te zapewniły mu na tyle mocną pozycję, iż mógł zaprzestać płacenia daniny kalifatowi i ogłosić pełną niezależność. Na wieść o poczynaniach wasala kalif Al-Mutawakkil wpadł we wściekłość i zarządził przeciwko niemu ekspedycję karną, na czele której stanął asz-Szarabi. Wyprawa z 853 roku zakończyła się ukaraniem niepokornego emira i zdobyciem miasta, które zostało nieomal zrównane z ziemią. Nie był to koniec emiratu, ale poważne osłabienie jego sił i prestiżu.
Nacisk Gruzinów wzrósł jednak dopiero w latach 20. XI wieku, kiedy to obszar emiratu został okrojony w zasadzie do miasta i jego najbliższych przyległości. Samo Tbilisi również okresowo znajdowało się pod kontrolą chrześcijan. Inwazja seldżucka z przełomu lat 70. i 80. XI wieku była wybawieniem dla zagrożonych muzułmanów. Postępy Bagratydów zostały chwilowo zatrzymane. Kontrolę nad miastem przejęła wówczas oligarchia najbogatszych i najznaczniejszych kupców, zwanych przez Gruzinów tbileli berebi, to znaczy Starsi Tbilisi. Protektorzy emiratu, Turcy seldżuccy, w latach 20. i 30. XII wieku przeżywali kryzys spowodowany przede wszystkim wewnętrznymi niesnaskami i atakami Bizancjum i nowego czynnika na Bliskim Wschodzie – łacińskich krzyżowców. Problemy te znakomicie wyzyskał dla swoich celów Dawid IV, król Gruzji. Sukcesywnie powiększał on swój stan posiadania i zreorganizował państwo oraz armię, na nowo zagrażając Tbilisi. Gdy seldżucki sułtan wysłał w 1121 roku armię mającą ukrócić działania chrześcijan na Zakaukaziu, Dawid rozbił ją w bitwie pod Didgori. Rok później, po długim oblężeniu, zdobył zostawione samemu sobie Tbilisi, kończąc w ten sposób niemal 400-letnią historię muzułmańskiego emiratu.